# Glen De Boeck
Glen De Boeck (Boom, 22 de Agosto de 1971) é um ex-jogador de futebol belga. Actualmente é treinador de futebol do Cercle Brugge.